# Всероссийское учредительное собрание
Всеросси́йское учреди́тельное собра́ние — представительный орган в России, избранный в ноябре 1917 года и созванный в январе 1918 года для определения государственного устройства России.
Учредительное собрание провозгласило Россию федеративной демократической республикой, тем самым отказавшись от монархической формы правления (при этом ещё в сентябре 1917 года Временное правительство объявило Россию Российской республикой), отменило собственность на землю, призвало к заключению мирного договора. Собрание отказалось рассматривать Декларацию прав трудящегося и эксплуатируемого народа, которая наделяла бы Советы рабочих и крестьянских депутатов государственной властью, тем самым пытаясь сделать нелегитимными дальнейшие действия Советов.
Всероссийское Учредительное собрание в законе о земле подтвердило название «Российская Республика», а затем утвердило название «Российская Демократическая Федеративная Республика». Постановления, принятые Учредительным собранием, были впоследствии отменены Советом народных комиссаров, но признавались самарским КОМУЧем.
Было принудительно распущено большевиками 6 (19) января 1918 года ВЦИКом, действия которого были одобрены позже 18 (31) января пробольшевистским III Всероссийским Съездом Советов рабочих и крестьянских депутатов.
Антибольшевистски настроенные политические силы не признавали роспуск, настаивая на нелегитимности Советов и незаконности прихода к власти большевиков. 8 июня 1918 года в Самаре в ходе разворачивающейся Гражданской войны эсерами от имени Учредительного собрания верховной властью временно был объявлен Комитет членов Учредительного собрания. В ходе Государственного совещания в Уфе было достигнуто соглашение о преобразовании КОМУЧа в Съезд членов Учредительного собрания и сформировано новое Временное Всероссийское правительство (Директория). Оно должно было дать отчёт о своей деятельности возобновляющему 1 января 1919 года работу Учредительному собранию. Однако 18 ноября 1918 года в результате военного переворота и прихода к власти адмирала Колчака правительство было свергнуто, а собиравшийся в Екатеринбурге Съезд разогнан.

## Выборы
Созыв Учредительного собрания был одной из первоочередных задач Временного правительства (само название исходило из идеи «непредрешённости» устройства власти в России до проведения Учредительного собрания), но оно медлило с ним: первоначально выборы были назначены на 17 сентября, затем перенесены на 12-14 ноября, а созыв Собрания на 28 ноября. Фактически же выборы в этот срок были проведены лишь в 39 избирательных округах из 79. В ряде мест голосование состоялось в конце ноября — начале декабря, а в нескольких отдаленных округах — в начале 1918 года. После свержения Временного правительства в октябре 1917 г. вопрос об Учредительном собрании стал для всех партий первостепенным. Большевики, опасаясь недовольства народа, так как идея созыва Учредительного собрания была очень популярна, ускорили намеченные Временным правительством выборы в него. 27 октября 1917 г. Совнарком принял и опубликовал за подписью В. И. Ленина постановление о проведении в назначенный срок — 12 ноября 1917 г. — всеобщих выборов в Учредительное собрание.
Идея созыва УС была поддержана многими партиями: кадетами, меньшевиками, эсерами, даже большевики совершили революцию под лозунгом защиты Учредительного собрания.
Кворум учредительного собрания для его открытия актом о выборах в Учредительное собрание установило в 1/3 от числа избранных депутатов.
Как указывает Ричард Пайпс, большевикам не удалось получить контроль над Комиссией по проведению выборов в Учредительное собрание; Комиссия объявила, что считает Октябрьскую революцию незаконной и не признаёт власти большевистского Совнаркома, однако существует большое число свидетельств давления со стороны большевиков на ход выборов, среди которых можно выделить закрытие газет и арест их распространителей, уничтожение типографий, использование солдат для запугивания избирателей или изъятие списков партий у избирателей.
К моменту регистрации кандидатских списков во Всероссийское учредительное собрание в Партии социалистов-революционеров (ПСР) произошёл раскол — левое крыло партии отделилось и провозгласило создание Партии левых социалистов-революционеров (интернационалистов), но выставить отдельный список не успело. Это дало основание ряду членов РСДРП(б) во главе с В. И. Лениным выдвинуть предложение о переносе выборов, однако Временное Правительство отклонило это предложение.

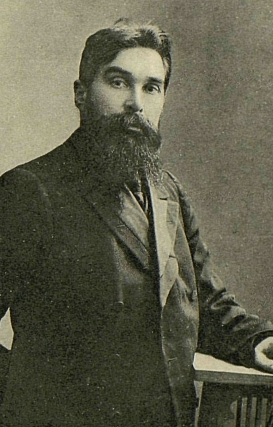
В. И. Дзюбинский — товарищ (заместитель) секретаря Особого совещания по созыву Всероссийского учредительного собрания

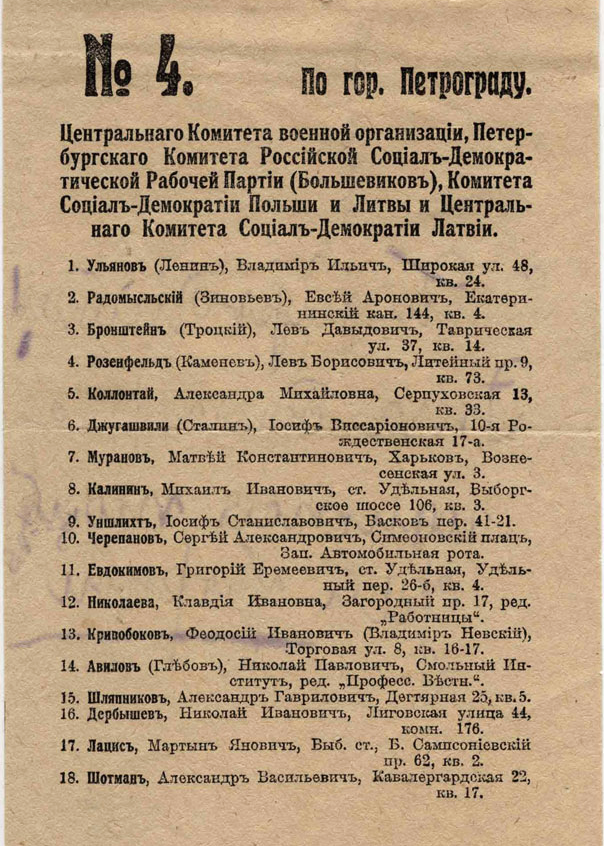
Избирательный бюллетень со списком членов РСДРП(б)

Результаты выборов в разных регионах резко различались: так, в Петрограде в выборах участвовало около 930 тысяч человек, за большевиков было подано 45 % голосов, за кадетов — 27 %, за эсеров — 17 %. В Москве большевики получили 48 %, на Северном фронте — 56 %, а на Западном — 67 %; на Балтийском флоте — 58,2 %, в 20 округах Северо-Западных и Центральнопромышленных районов — в общей сложности 53,1 %. Таким образом, большевики набрали наибольшее количество голосов в Петрограде, Москве, больших промышленных городах, Северном и Западном фронтах, а также Балтийском флоте. В то же время эсеры лидировали за счёт непромышленных районов и южных фронтов.

## Подготовка
После выборов Учредительного собрания стало ясно, что оно будет эсеровским по своему составу. Кроме того, в состав Собрания были избраны такие политики, как А. Ф. Керенский, атаманы А. И. Дутов и А. М. Каледин, украинский генеральный секретарь военных дел Петлюра (см. Список членов Учредительного собрания). Курс большевиков на радикальные преобразования оказался под угрозой. Кроме того, эсеры были сторонниками продолжения «войны до победного конца» («революционное оборончество»).
Коалиция большевиков и левых эсеров приняла решение разогнать собрание как «контрреволюционное». Резко против Собрания был настроен Ленин. Н. Н. Суханов в своей фундаментальной работе «Записки о революции» утверждал, что Ленин уже после своего прибытия из эмиграции в апреле 1917 года считал Учредительное собрание «либеральной затеей».
Так, Троцкий вспоминал:
В первые же дни, если не часы после переворота Ленин поставил вопрос об Учредительном собрании.
— Надо отсрочить, — предложил он, — надо отсрочить выборы. Надо расширить избирательные права, дав их восемнадцатилетним. Надо дать возможность обновить избирательные списки. Наши собственные списки никуда не годятся: множество случайной интеллигенции, а нам нужны рабочие и крестьяне. Корниловцев, кадетов надо объявить вне закона.
При обсуждении в руководстве РСДРП(б) члены ЦК Л. Б. Каменев, А. И. Рыков, В. П. Милютин выступили с «проучредиловских» позиций. Наркомнац И. В. Сталин 20 ноября предлагал отсрочить созыв Собрания. Наркоминдел Л. Д. Троцкий и сопредседатель большевистской фракции в Учредительном собрании Н. И. Бухарин предлагали созвать «революционный конвент» из большевистской и левоэсеровской фракций, по аналогии с событиями Французской революции. Эту точку зрения поддерживал также левый эсер М. А. Натансон.
По воспоминаниям Троцкого:

Выяснилось тем временем, что мы будем в меньшинстве даже с левыми эсерами.
 <...> 
— Надо, конечно, разогнать Учредительное собрание, — говорил Ленин, — но вот как насчёт левых эсеров? 
 Нас, однако, очень утешил старик Натансон (один из лидеров левых эсеров, Марк Натансон). Он зашёл к нам «посоветоваться» и с первых же слов сказал:
 — А ведь придётся, пожалуй, разогнать Учредительное собрание силой.
 — Браво! — воскликнул Ленин.
— Троцкий Л. Д. История русской революции. Избранные сочинения. — М.: Юрайт, 2017. — 293 с. — С. 208.
23 ноября 1917 года большевики под руководством Сталина и Петровского поставили под свой контроль уже выполнившую свою работу Комиссию по выборам в Учредительное собрание, назначив в ней новым комиссаром М. С. Урицкого. 26 ноября Предсовнаркома Ленин подписал декрет «К открытию Учредительного собрания», требовавший для его открытия кворума в 400 человек, причём открывать Собрание должно было, согласно декрету, лицо, уполномоченное Совнаркомом, то есть большевик. Таким образом, большевикам удалось отсрочить открытие Собрания до момента, когда в Петрограде соберутся 400 делегатов.
Позже, о подготовке собрания, 14 ноября 1917 года на чрезвычайном Всероссийском съезде Советов крестьянских депутатов Ленин провозгласил:
Что касается Учредительного собрания, то докладчик сказал, что работа Учредительного собрания будет зависеть от настроения в стране, а я скажу: на настроение надейся, а винтовки не забывай.Ленин В. И. Полное Собрание сочинений. Т. 35. — М.: Госполитиздат, 1974. — 600 с. — С. 96.
К 28 ноября — сроку, установленному свергнутым Временным правительством, было выбрано около 300 депутатов, зарегистрировано 173, а прибыло в Петроград лишь 50.
28 ноября в Петрограде собрались 60 делегатов, в основном — правых эсеров, которые сформировали частное совещание членов Учредительного Собрания, постановив организовывать собственные собрания до тех пор, пока не будет собран необходимый кворум, признав, что они не могут принять на себя функции Учредительного собрания, однако уже на следующий день попытки собрания были насильственно пресечены матросами, охранявшими Таврический дворец. Вечером 28 ноября, в помещениях Синода состоялось многолюдное собрание чиновников высших государственных учреждений, настроенных враждебно к большевикам. Были прочитаны доклады об Учредительном собрании. Во время дискуссии в здание вошли представители ВРК и красногвардейцы, арестовали всех участников, обыскали их и несколькими партиями доставили в Смольный. Некоторые арестованные содержались в Пересыльной тюрьме до конца декабря 1917 года, а 1 мая 1918 года все задержанные были амнистированы. Вряд ли это собрание было поддержано церковью, так как большевики даже не стали опечатывать здание Синода или выставлять караул у его дверей.
В тот же день 28 ноября Предсовнаркома Ленин объявил вне закона партию кадетов, выпустив декрет «Об аресте вождей гражданской войны против революции». Сталин комментировал это решение словами: «мы определённо должны добить кадетов, или они нас добьют». Левые эсеры, в целом приветствуя этот шаг, выражали недовольство тем, что подобное решение было принято большевиками без согласования со своими союзниками. Резко против выступил левый эсер И. З. Штейнберг, который, назвав кадетов «контрреволюционерами», выступил при этом против ареста в данном случае целой партии поголовно. Была закрыта кадетская газета «Речь», которая через две недели вновь открылась под названием «Наш век».
29 ноября большевистский Совнарком запретил «частные совещания» делегатов Учредительного собрания. Тогда же правые эсеры сформировали «Союз защиты Учредительного собрания».
6-й Туккумский полк латышских стрелков прибыл в Петроград 8 декабря и заступил на охрану стратегически важных объектов, в том числе Таврического дворца, в котором планировалось проводить заседания Учредительного собрания.
В целом внутрипартийная дискуссия закончилась победой Ленина. 11 декабря он добился переизбрания бюро большевистской фракции в Учредительном собрании, часть членов которого высказалась против разгона. 12 декабря 1917 Ленин составил «Тезисы об Учредительном собрании», в которых заявил, что

...16. Учредительное собрание, созываемое по спискам партий, существовавших до пролетарски-крестьянской революции, в обстановке господства буржуазии, неминуемо приходит в столкновение с волей и интересами трудящихся и эксплуатируемых классов, начавших 25 октября социалистическую революцию против буржуазии. Естественно, что интересы этой революции стоят выше формальных прав Учредительного собрания, даже если бы эти формальные права не были подорваны отсутствием в законе об Учредительном собрании признания права народа на перевыборы своих депутатов в любое время.
17. Всякая попытка, прямая или косвенная, рассматривать вопрос об Учредительном собрании с формальной юридической стороны, в рамках обычной буржуазной демократии, вне учёта классовой борьбы и гражданской войны является изменой делу пролетариата и переходом на точку зрения буржуазии,

а лозунг «Вся власть Учредительному собранию» был объявлен лозунгом «калединцев». 22 декабря Зиновьев заявил, что под этим лозунгом «кроется лозунг „Долой Советы“».
20 декабря Совнарком принял решение открыть работу Собрания 5 января. 22 декабря постановление Совнаркома утвердил ВЦИК. В противовес Учредительному собранию большевики и левые эсеры готовились созвать III Всероссийский Съезд Советов в январе 1918 года. 23 декабря в Петрограде было введено военное положение.
Уже 1 января 1918 произошло первое неудачное покушение на Ленина, в котором был ранен Фриц Платтен. Через несколько лет находившийся в эмиграции князь И. Д. Шаховской объявил, что организатором покушения был он и выделил он на эти цели полмиллиона рублей.
На заседании ЦК ПСР, состоявшемся 3 января 1918 г., было отвергнуто, «как несвоевременное и ненадёжное деяние», вооружённое выступление в день открытия Учредительного собрания, предлагавшееся военной комиссией партии.

Борис Петров и я посетили полк, чтобы доложить его руководителям о том, что вооружённая демонстрация отменяется и что их просят «прийти на манифестацию безоружными, дабы не пролилась кровь».
Вторая половина предложения вызвала у них бурю негодования... «Да что вы, товарищи, в самом деле, смеётесь, что ли над нами? Или шутки шутите?.. Мы не малые дети и, если бы пошли сражаться с большевиками, то делали бы это вполне сознательно… А кровь… крови, может быть, и не пролилось бы, если бы мы вышли целым полком вооружённые».
Долго мы говорили с семёновцами и чем больше говорили, тем становились яснее, что отказ наш от вооружённого выступления воздвиг между ними и нами глухую стену взаимного непонимания.
«Интеллигенты… Мудрят, сами не зная что. Сейчас видно, что между ними нет людей военных».
Л. Д. Троцкий впоследствии ехидно заметил об эсеровских депутатах следующее:

Зато они тщательно разработали ритуал первого заседания. Они принесли с собой свечи на случай, если большевики потушат электричество, и большое количество бутербродов на случай, если их лишат пищи. Так демократия явилась на бой с диктатурой — во всеоружии бутербродов и свечей.

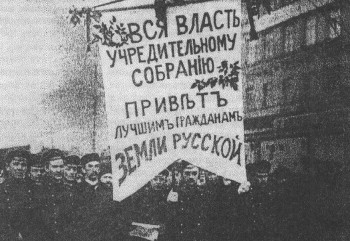
Демонстрация в поддержку Учредительного собрания в Петрограде 5 января 1918 года

— ГА РФ. Ф. 1810. Оп. 1. Д. 34.

## Убийство Шингарёва и Кокошкина
К моменту созыва собрания 5 (18) января один из лидеров запрещённой Конституционно-демократической партии (Партии народной свободы), депутат Учредительного собрания Шингарёв, арестованный большевистскими властями ещё 28 ноября в день предполагавшегося открытия Учредительного собрания, находился в заключении в Петропавловской крепости. 6 (19) января он был переведён в Мариинскую тюремную больницу, где в ночь на 7 (20) января был убит матросами вместе с другим лидером кадетской фракции, Кокошкиным.

## Расстрел демонстрации в поддержку Учредительного собрания
5 января состоялась демонстрация в поддержку Учредительного Собрания, которое было жестоко подавлено большевиками. По итогу следствия, будет установлено, что красногвардейцы расстреляли безоружных мирных демонстрантов, однако никто из виновных наказание так и не понесёт.
М. Горький писал в своей газете «Новая жизнь»:

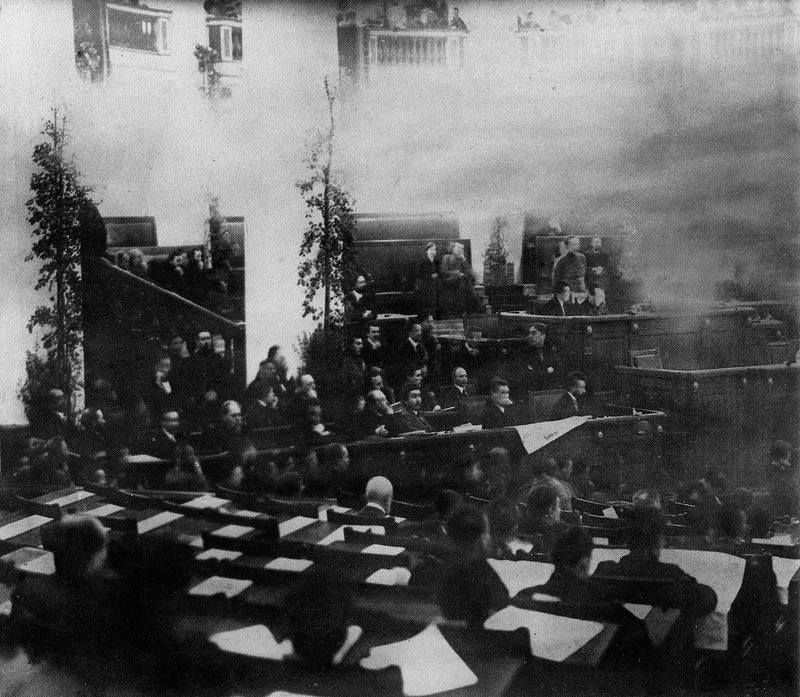
Фотография единственного заседания

5-го января 1918 года безоружная петербургская демократия — рабочие, служащие — мирно манифестировали в честь Учредительного Собрания… «Правда» лжет, когда она пишет, что манифестация 5 января была организована буржуями, банкирами и т. д., и что к Таврическому дворцу шли именно «буржуи» и «калединцы». «Правда» лжет, — она прекрасно знает, что «буржуям» нечему радоваться по поводу открытия Учредительного Собрания, им нечего делать в среде 246 социалистов одной партии и 140 — большевиков. «Правда» знает, что в манифестации принимали участие рабочие Обуховского, Патронного и других заводов, что под красными знаменами российской социал-демократической партии к Таврическому дворцу шли рабочие Василеостровского, Выборгского и других районов. Именно этих рабочих и расстреливали, и сколько бы ни лгала «Правда», она не скроет позорного факта… Итак, 5 января расстреливали рабочих Петрограда безоружных. Расстреливали без предупреждения о том, что будут стрелять, расстреливали из засад, сквозь щели заборов, трусливо, как настоящие убийцы

## Единственное заседание
Заседание Учредительного собрания открылось 18 января 1918 в Таврическом дворце в Петрограде. На нём присутствовало 410 депутатов только от победивших левых партий; большинство принадлежало эсерам-центристам, большевики и левые эсеры имели 155 мандатов (38,5 %). Открыл заседание по поручению ВЦИК его председатель Я. Свердлов, который выразил надежду на «полное признание Учредительным собранием всех декретов и постановлений Совета народных комиссаров» и предложил принять написанный В. И. Лениным проект «Декларации прав трудящегося и эксплуатируемого народа», 1-й пункт которой объявлял Россию «Республикой Советов рабочих, солдатских и крестьянских депутатов». Декларация повторяла резолюцию II съезда Советов рабочих и солдатских депутатов об аграрной реформе, рабочему контролю и миру. Однако Собрание большинством в 237 голосов против 146 отказалось даже обсуждать большевистскую Декларацию.
В «Заключении юридического совещания о порядке открытия Учредительного собрания…» предлагалось по традиции «признать временным председательствующим старейшего депутата», однако 26 ноября (9 декабря) Совнарком принял свой декрет об условиях открытия Учредительного собрания, в котором говорилось, что «заседание открывается лицом, уполномоченным на то Советом народных комиссаров». Имевшие большинство в Учредительном собрании эсеры решили придерживаться заключения юридического совещания. Старейшим депутатом был эсер Егор Лазарев, однако, очевидно, учитывая тяжесть данной миссии в сложившихся обстоятельствах, эсеры остановили свой выбор на втором по возрасту, но физически более крепком Сергее Швецове.
Позже, об этом событии Чернов вспоминал:
Фигура С. П. Швецова подымается на трибуну. И разом, по сигналу, раздаётся ужасающая какофония. Топанье ногами, стук пюпитров, крики, кошачий концерт. Левоэсеровский сектор соревнуется с большевиками.В.М. Чернов. Перед бурей – 416 с. – Минск.; Харвест, 2004. – с. 360.
Схожим образом описывал происходящее и большевик Фёдор Раскольников:
Видя, что Швецов всерьёз собирается открыть заседание, мы начинаем бешеную обструкцию: кричим, свистим, топаем ногами, стучим кулаками по тонким деревянным пюпитрам. Когда всё это не помогает, мы вскакиваем со своих мест и с криком “долой!” кидаемся к председательской трибуне. Правые эсеры бросаются на защиту старейшего. На паркетных ступеньках трибуны происходит лёгкая рукопашная схватка.Ф.Ф. Раскольников. О времени и о себе: Воспоминания, письма, документы – 626 с. – Л.: Лениздат, 1989. – С. 337.
Секретарь Марк Вишняк вспоминал следующее:
Стенографический отчёт отмечает кратко и сдержанно… На самом деле было много ужаснее, гнуснее и томительней… Это была бесновавшаяся, потерявшая человеческий облик и разум толпа. Особо выделялись своим неистовством Крыленко, Луначарский, Степанов-Скворцов, Спиридонова, Камков. Видны открытые пасти, сжатые и потрясаемые кулаки, заложенные в рот для свиста пальцы. С хор усердно аккомпанируют. Весь левый сектор являл собою зрелище бесноватых, сорвавшихся с цепи. Не то – сумасшедший дом, не то – цирк или зверинец, обращённые в лобное место. Ибо здесь не только развлекались, здесь и пытали. Горе побеждённым!М. В. Вишняк. Всероссийское Учредительное Собрание – 478 с. – М: «Российская политическая энциклопедия» (РОССПЭН), 2010. – с. 192.
Однако чуть позже председателем Всероссийского учредительного собрания был избран Виктор Михайлович Чернов, за которого было отдано 244 голоса. Второй претенденткой была лидер партии левых эсеров Мария Александровна Спиридонова, поддержанная большевиками; за неё отдали свои голоса 153 депутата.
Ленин через большевика Скворцова-Степанова предложил Собранию пропеть «Интернационал», что и выполнили все присутствовавшие социалисты, от большевиков до резко оппозиционных им правых эсеров.
Около 23 часов ночи, по требованию большевиков объявляется перерыв, и оные вместе с левыми эсерами было организовано импровизированное совещание, на котором по решению Ленина было принято решение сорвать работу собрания и покинуть его.
Во время второй части заседания, в третьем часу ночи, представитель большевиков Фёдор Раскольников заявил, что большевики (в знак протеста против непринятия Декларации) покидают заседание. От имени большевиков он заявил, что, «не желая ни минуты прикрывать преступления врагов народа, мы заявляем, что покидаем Учредительное собрание с тем, чтобы передать Советской власти депутатов окончательное решение вопроса об отношении к контрреволюционной части Учредительного собрания».

По свидетельству большевика Мещерякова, после ухода фракции многие охранявшие Собрание солдаты караула «взяли винтовки наизготовку», один даже «прицелился в толпу делегатов-эсеров», а Ленин лично заявил, что уход большевистской фракции Собрания «так подействует на держащих караул солдат и матросов, что они тут же перестреляют всех оставшихся эсеров и меньшевиков». Депутат-эсер В. М. Зензинов воспоминал:
Вооружённые люди после ухода большевиков всё чаще, чтобы скоротать время, “для развлечения”, вскидывали винтовку и брали на мушку то кого-нибудь из находящихся на трибуне, то глянцевитый череп старика Минора (эсер Осип Минор)… Ружья и револьверы грозили ежеминутно “сами” разрядиться, ручные бомбы и гранаты – “сами” взорваться. Какой-то матрос, признав в Бунакове-Фундаминском (эсер Илья Фондаминский) былого комиссара Черноморского флота, без долгих размышлений тут же у трибуны взял на изготовку ружье. И только исступлённый крик случайного соседа <…> “брат, опомнись!”, сопровождённый ударом по плечу, остановил шалого матроса. <…>. Мы, депутаты, были окружены разъярённой толпой, готовой каждую минуту броситься на нас и нас растерзать.Партия социалистов — революционеров после Октябрьского переворота 1917 года. Документы из Архива ПСР. / Сост. и предисл. Jansen Mark. – 159 с. – Amsterdam: IISG, 1989. – с. 17.
Вслед за большевиками в четыре часа утра Собрание покидает левоэсеровская фракция, заявившая через своего представителя Карелина, что «Учредительное собрание не является ни в коем случае отражением настроения и воли трудящихся масс… Мы уходим, удаляемся из этого Собрания… Мы идём для того, чтобы наши силы, нашу энергию принести в советские учреждения, в Центральный исполнительный комитет».
Оставшиеся депутаты Собрания под председательством лидера эсеров Виктора Чернова продолжили работу и торопливо проголосовали за принятие следующих документов:
- закон о земле, провозглашавший землю общенародной собственностью, фактически дублирующий уже принятый Совнаркомом «Декрет о земле»; (в нём используется термин «Российская республика», тем самым подтверждено решение Временного правительства от 1 (14) сентября 1917 о провозглашении России республикой);
- обращение к воюющим державам с призывом начать мирные переговоры;
- постановление о провозглашении Российской демократической федеративной республики[32]; за 2 дня до этого ВЦИК провозгласил Российскую Советскую Республику федерацией советских национальных республик[33]).

## Роспуск Учредительного собрания

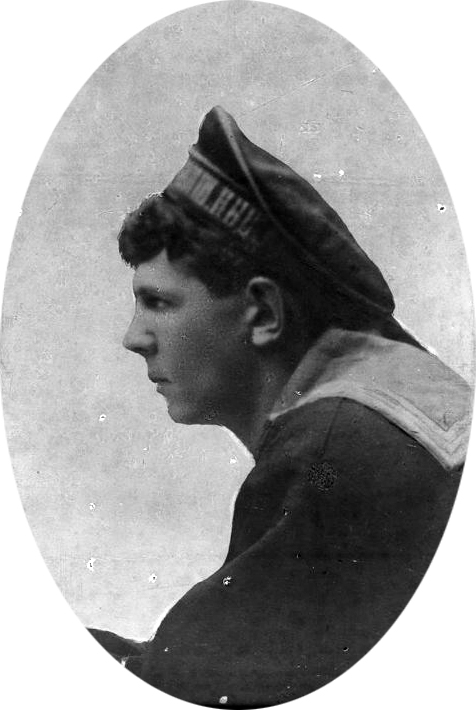
А. Г. Железняков

Ленин распорядился не разгонять собрание сразу, а дождаться прекращения заседания и тогда закрыть Таврический дворец и на следующий день уже никого туда не пускать. Заседание, однако, затянулось до поздней ночи, а затем и до утра. В 5-м часу утра 6 января, сообщив председательствующему эсеру Чернову, что «караул устал» («Я получил инструкцию, чтобы довести до вашего сведения, чтобы все присутствующие покинули зал заседаний, потому что караул устал»), начальник охраны анархист А. Железняков закрыл заседание, предложив депутатам разойтись. 6 января в 4:40 утра делегаты расходятся, постановив собраться в тот же день в 17:00. Председатель Совнаркома Ленин приказывает охране Таврического дворца «не допускать никаких насилий по отношению к контрреволюционной части Учредительного собрания и, свободно выпускать всех из Таврического дворца, никого не впускать в него без особых приказов».

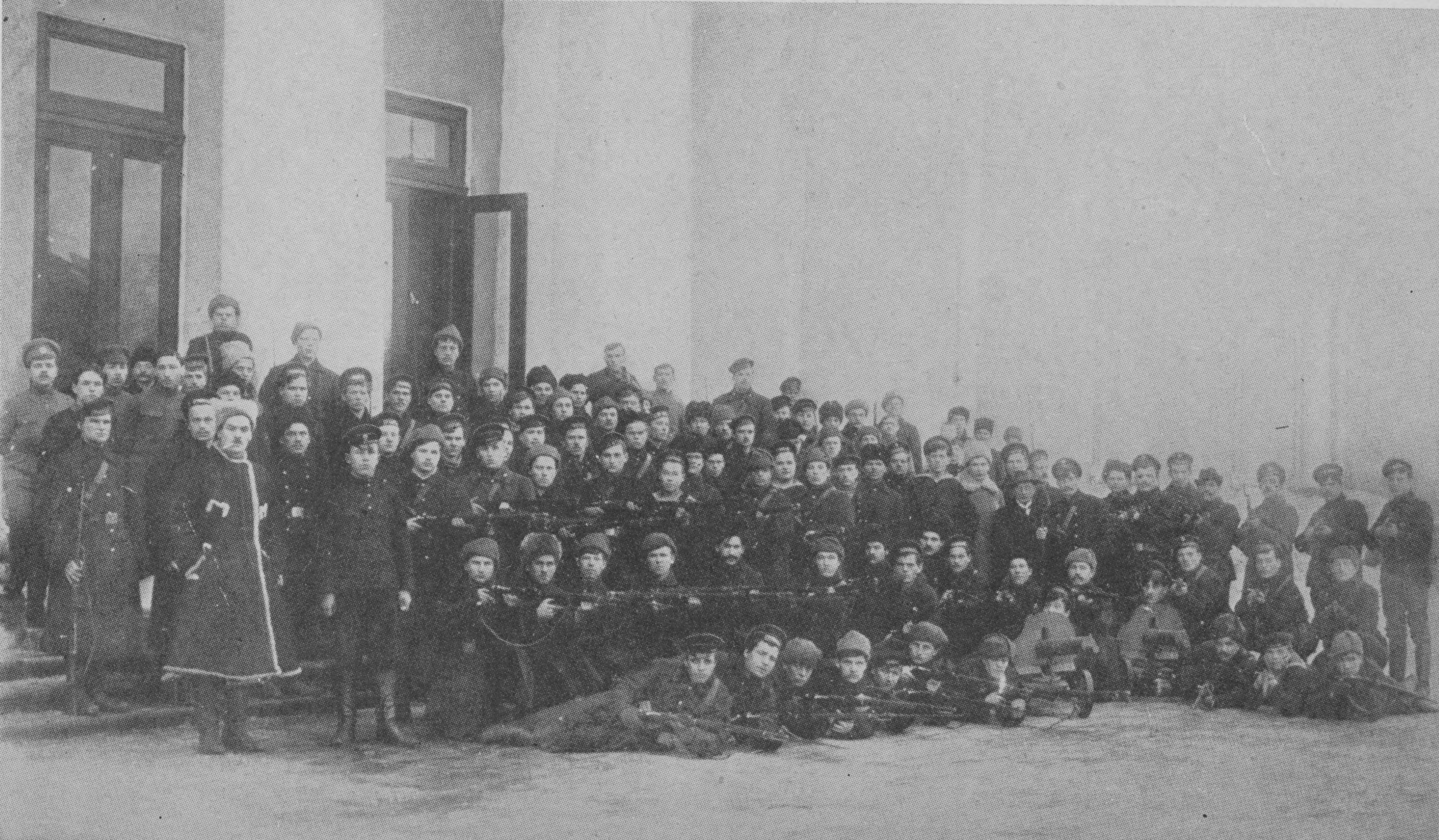
Отряд матросов, распустивших Учредительное собрание

Комиссар Дыбенко заявил начальнику охраны Железнякову, что требуется разогнать Собрание силой немедленно, не дожидаясь окончания заседания («приказ Ленина отменяю. Учредилку разгоните, а завтра разберёмся»). Сам Дыбенко был также избран в Учредительное собрание от Балтийского флота; на заседании он послал в президиум записку с издевательским предложением «избрать Керенского и Корнилова секретарями».
Вечером того же дня, 6 января, депутаты нашли двери Таврического дворца запертыми на замок. У входа стоял караул с пулемётами и двумя лёгкими артиллерийскими орудиями. Охрана сказала, что заседания не будет. 9 января был опубликован декрет ВЦИК о роспуске Учредительного собрания, принятый 6 января.
6 января 1918 года газета «Правда» объявила, что

Прислужники банкиров, капиталистов и помещиков, союзники Каледина, Дутова, холопы Американского доллара, убийцы из-за угла правые эсеры требуют в учр. собрании всей власти себе и своим хозяевам — врагам народа.

На словах будто бы присоединяясь к народным требованиям: земли, мира и контроля, на деле пытаются захлестнуть петлю на шее социалистической власти и революции.

Но рабочие, крестьяне и солдаты не попадутся на приманку лживых слов злейших врагов социализма, во имя социалистической революции и социалистической советской республики они сметут всех её явных и скрытых убийц.
18 января Совнарком принимает декрет, предписывающий устранить из действующих законов все ссылки на Учредительное Собрание. 18 (31) января III Всероссийский Съезд Советов одобрил декрет о роспуске Учредительного Собрания и принял решение об устранении из законодательства указаний на временный характер советского правительства («впредь до созыва Учредительного собрания»).

### «Караул устал»
«Караул устал» — историческая фраза, сказанная 22-летним матросом Анатолием Железняковым («Железняком»), который был начальником караула Таврического дворца, при закрытии заседания Учредительного собрания 6 (19) января 1918 года в 4 часа 20 минут утра.
Согласно советской биографии А. Г. Железнякова, дело обстояло так:

В 4 часа 20 минут утра Железняков ...твёрдой поступью вошёл в огромный, ярко освещённый зал дворца, прошёл мимо рядов, поднялся на трибуну. Он подошёл к Чернову, положил ему на плечо свою сильную руку и громко сказал:

— Прошу прекратить заседание! Караул устал и хочет спать...

Произносивший в это время с большим пафосом свою речь левый эсер Фундаминский застыл на полуслове, уставив испуганные глаза на вооружённого матроса.

Придя в себя после минутной растерянности, охватившей его при словах Железнякова, Чернов закричал:

— Да как вы смеете! Кто вам дал на это право?!

Железняков сказал спокойно:

— Ваша болтовня не нужна трудящимся. Повторяю: караул устал!

Из рядов меньшевиков кто-то крикнул:

— Нам не нужен караул!

Перепуганный Чернов что-то начал торопливо говорить секретарю Учредительного собрания Вишнякову.

В зале поднялся шум. С хоров раздались голоса:

— Правильно! Долой буржуев!

— Хватит!

Согласно другой документальной официальной биографии А. Г. Железнякова, дело обстояло схоже, но менее конфликтно и более правдоподобно (учитывая, что левые эсеры покинули Собрание вслед за большевиками, а на хорах зрителей практически не осталось):

Около пяти часов утра из депутатов-большевиков во дворце находились только Дыбенко и ещё несколько человек. Железняков снова обратился к Дыбенко:

— Матросы устали, а конца не видно. Что если прекратить эту болтовню?

Дыбенко подумал и махнул рукой:

— Кончай, а завтра разберёмся!

Железняков через левый боковой вход вошёл в зал, неторопливо поднялся в президиум, обошёл сзади стол и тронул Чернова за плечо. Громко, на весь зал, не допускающим возражения тоном сказал:

— Караул устал. Прошу прекратить заседание и разойтись по домам.

Чернов растерянно пробормотал что-то. Депутаты стали пробираться к выходу. Никто даже не поинтересовался, будет ли следующее заседание.

По данным академика А. И. Фурсова, полностью фраза Железнякова, сказанная им Чернову, звучала так: «Папаша, караул устал!». Революционных матросов из-за их непредсказуемости очень боялись, поэтому спорить с Железняковым никто не стал.
Николай Бухарин вспоминал: «В ночь разгона Учредительного собрания Владимир Ильич позвал меня к себе… Под утро Ильич попросил повторить что-то из рассказанного о разгоне Учредилки и вдруг рассмеялся. Смеялся он долго, повторял про себя слова рассказчика и всё смеялся, смеялся. Весело, заразительно, до слёз. Хохотал».

## Последующие события
Депутаты от большевиков и левых эсеров вошли в новый состав Всероссийского ЦИКа. Депутаты от Закавказья образовали Закавказский сейм.
Летом 1918 года при поддержке восставшего Чехословацкого корпуса и начавшейся военной интервенции стран Антанты на огромной территории бывшей Российской империи образовалось несколько региональных правительств, начавших вооружённую борьбу против созданной большевиками на II Съезде советов рабочих и солдатских депутатов власти. Во многие из них входили бывшие члены Учредительного собрания.

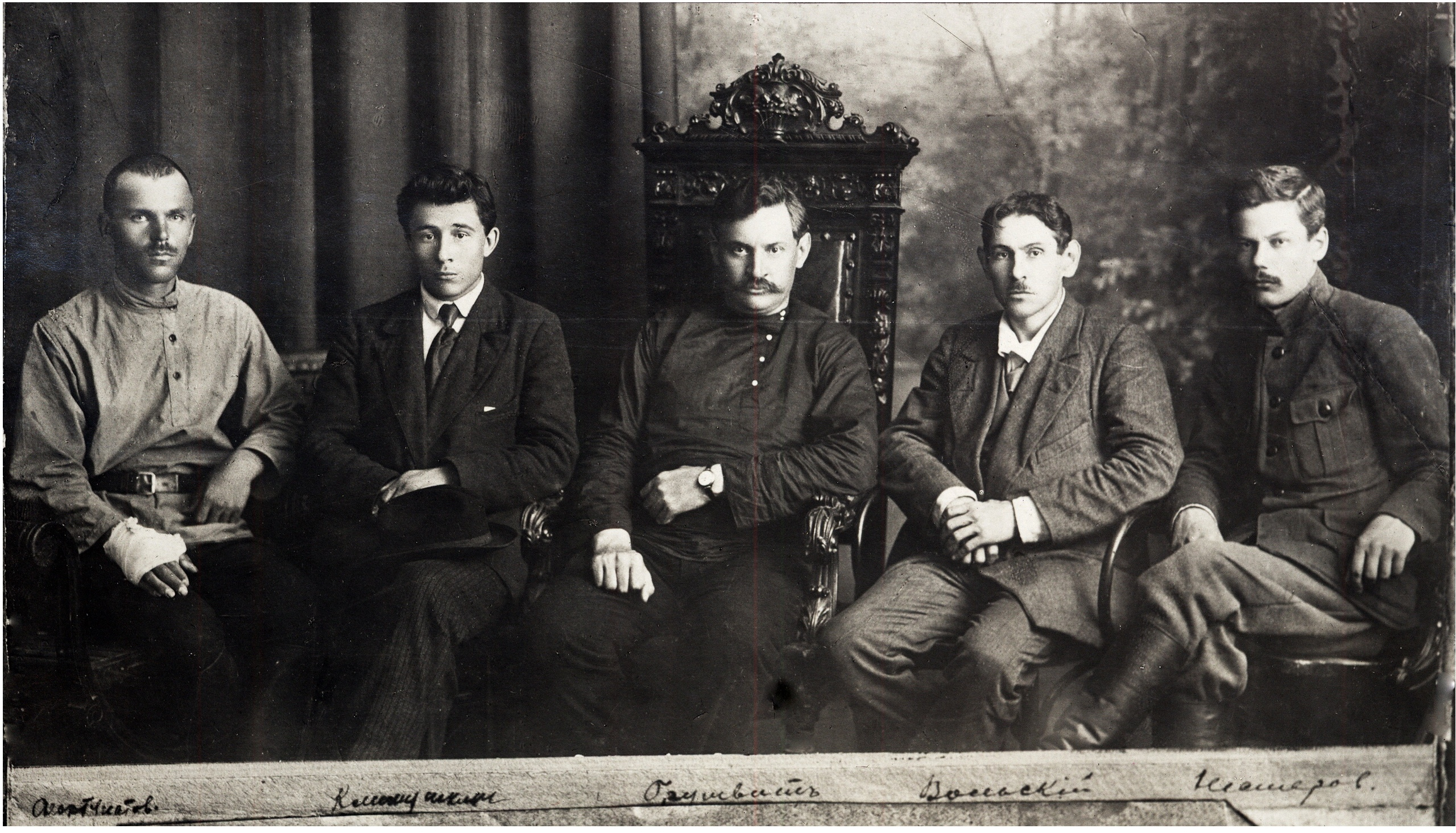
Комитет членов Учредительного собрания

Ряд депутатов собирался в Самаре, где эсерами был образован Комитет членов Учредительного собрания, ещё одну группу эсеровских депутатов в Екатеринодаре организовал Шрейдер. Хотя правые партии потерпели на выборах сокрушительное поражение, так как часть из них была под запретом и агитация за них была запрещена большевиками, защита Учредительного собрания тоже стала одним из лозунгов формирующегося Белого движения.
В сентябре 1918 г. на Государственном совещании в Уфе КОМУЧ, Временное Сибирское и другие региональные правительства сформировали Временное Всероссийское правительство (Директорию) под председательством правого эсера Н. Д. Авксентьева. Для создания госаппарата на базе структур Сибирского правительства Директория переехала в Омск; стремление части эсеров собрать депутатов и объявить об открытии Учредительного собрания, избранного в конце 1917 года, не устраивало сконцентрировавшиеся там правоконсервативные политические силы. 18 ноября 1918 г. Директория была свергнута омским гарнизоном, а её военный министр вице - адмирал А. В. Колчак избран Верховным правителем России. Он заявил, что его цель — разгром большевизма, а когда это произойдет, он созовет Учредительное Национальное собрание, но отнюдь не то «партийное, которое было разогнано матросом Железняковым». Позднее, на допросе в январе 1920 года, адмирал высказался очень конкретно о разогнанном Учредительном собрании: 

«Считали, что оно было искусственным и партийным. Это было и мое мнение. Я считал, что если у большевиков и мало положительных сторон, то разгон этого Учредительного собрания является их заслугой, что это надо поставить им в плюс».
 Съезд членов Учредительного собрания, с октября 1918 года находившийся в Екатеринбурге, пытался протестовать против переворота, в результате был отдан приказ «принять меры к немедленному аресту Чернова и других активных членов Учредительного собрания, находившихся в Екатеринбурге». Выселенные из Екатеринбурга то ли под охраной, то ли под конвоем чешских солдат, депутаты собрались в Уфе, где пытались вести агитацию против Колчака. 30 ноября 1918 г. он приказал предать бывших членов Учредительного собрания военному суду «за попытку поднять восстание и вести разрушительную агитацию среди войск». 2 декабря специальным отрядом под командованием полковника Круглевского часть членов съезда Учредительного собрания (25 человек) была арестована, в товарных вагонах доставлена в Омск и заключена в тюрьму. После подавления правительственными войсками 22 декабря 1918 года большевистского восстания, Нил Фомин был убит поручиками Череченко и Борташёвским, забравшим его из тюрьмы несмотря на уже назначенный полевой суд.
На заключительном этапе Гражданской войны 6 марта 1921 года Чернов как председатель Учредительного собрания отправил по радиотелеграфу и нарочным приветствие Кронштадтскому ревкому с предложением содействия и помощи. На это в Ревель за подписью Петриченко пришёл сдержанный ответ, призывающий подождать «как развернутся дальнейшие события» в результате чего будет принято решение о сотрудничестве.
До этого в Париже в январе 1921 года проходило частное совещание членов Учредительного собрания, посвящённое «обсуждению форм и способов защиты международных интересов России». Была выработана единая платформа и избрана представительная по составу исполнительная комиссия, состоящая из политического, финансового и защиты русских граждан отделов. Осенью 1922 года она прекратила свою деятельность.
В период перестройки и распада СССР за созыв Учредительного собрания выступали различные политические организации и деятели, в основном радикально-демократического направления, в том числе:
- партия Демократический союз, включившая это положение в свою программу
- группа «Независимая гражданская инициатива» во главе с Юрием Афанасьевым, выступившая с этим призывом через несколько дней после августовских событий 1991 г.
- Свободная демократическая партия России во главе с Мариной Салье, создавшей в 1993 г. Общественный комитет подготовки к созыву Учредительного собрания с участием около десятка демократических организаций.

## Отношение к Учредительному собранию в начале XXI века
В 2011 году лидер партии «Яблоко» Григорий Явлинский выступил со статьёй «Ложь и легитимность», в которой назвал государственную власть в России нелегитимной, а способом решения этой проблемы — созыв Учредительного собрания. В феврале 2020 на сайте его партии появилась публикация, в которой Явлинский заявил, что «необходимо принять конституционный акт, который, наряду с оценкой событий 1917 года, должен содержать признание незаконности разгона Учредительного собрания, приведшего к национальной трагедии, оценку десятилетий государственного террора и политических репрессий, констатацию абсолютной неприемлемости использования террора, лжи и насилия в государственной политике современной России». В своих программных роликах на YouTube и в интервью он неоднократно говорил о незаконности разгона Учредительного собрания.
В 2020 году судья Конституционного суда РФ Константин Арановский назвал СССР «незаконно созданным государством» и заявил, что Российская Федерация не должна считаться правопреемником «репрессивно-террористических деяний» советской власти. По его мнению, Россия должна обладать конституционным статусом государства, «непричастного к тоталитарным преступлениям».
Арановский подчеркнул, что современное российское государство было создано не как преемник Советского Союза, а «вместо и против» него. При этом судья уверен, что Россия должна возмещать вред, причиненный СССР,— но не как наследник государства-виновника, а «с верой в правду, из положительной ответственности и по милосердию».

«Даже в условном юридическом смысле России незачем навлекать на свою государственную личность вину в советских репрессиях и замещать собою государство победоносного и павшего затем социализма. Это невозможно уже потому, что его вина в репрессиях и других непростительных злодеяниях, начиная со свержения законной власти Учредительного собрания, безмерна и в буквальном смысле невыносима» — сказал судья.
В 2015 году гражданский активист Владимир Шпиталев написал заявление на имя Генерального прокурора РФ Юрия Чайки с требованием проверить законность разгона Учредительного собрания в 1918 году. Он провёл одиночный пикет с лозунгом «Верните Учредительное Собрание».

«Целью пикета было привлечение внимания к проблеме и необходимости проведения нового Учредительного собрания, выражающего волю народа и обеспечивающего историко-политическую преемственность современного российского государства от Российской Демократической Федеративной Республики, а не от террористического государственного образования, незаконно созданного группой международных авантюристов и преступников, чьи преемники по сей день развязывают войны по всему миру» — заявил Шпиталев.